# Correbia meridionalis
Correbia meridionalis är en fjärilsart som beskrevs av Rothschild 1912. Correbia meridionalis ingår i släktet Correbia och familjen björnspinnare. Inga underarter finns listade i Catalogue of Life.